# 颱風米勒 (2009年)
| 太平洋颱風季             |
| 主題頁 - 專題 - 編輯指南 |

颱風茉莉（英語：Typhoon Melor，國際編號：0918，JTWC：20W）是2009年太平洋颱風季的一個熱帶氣旋。「茉莉」是馬來西亞提供的西北太平洋熱帶氣旋名字，2000年開始生效，2003年首次使用，當時的強烈熱帶風暴茉莉影響呂宋及台灣南部。顧名思义，茉莉解作散發芬芳香氣的茉莉花，是女士們的髮飾。

## 發展過程及路徑

颱風芭瑪和颱風茉莉之間發生藤原效應

9月28日，一個地區的對流雲層形成在東北波納佩約370公里（250英里）。衛星圖像顯示，低層環流中心已開始形成。在9月28日的晚上，聯合颱風警報中心發出的熱帶氣旋生成警報。9月29日，日本氣象廳和聯合颱風警報中心同時為米勒升格為熱帶低氣壓。9月30日，日本氣象廳報告說，熱帶低氣壓已加強為熱帶風暴，並賦予其國際指定的名稱0918。10月1日米勒進一步加強，從強烈熱帶風暴加強為一個颱風。強度繼續加強，在同一天的下午，聯合颱風警報中心報告說，茉莉已增強為一級風力（薩菲爾-辛普森颶風等級）。在短短4個小時，再迅速增強為三級風力（薩菲爾-辛普森颶風等級）。
10月4日上午9時，聯合颱風警報中心把茉莉的強度提升到五級風力（薩菲爾-辛普森颶風等級）。曾一度風力高達每一分鐘280公里（175英里），隨後6小時內降至260公里（160英里）以這個強度維持了36小時。日本氣象廳則是把茉莉的氣壓調降至910帕斯卡，最大風速為每十分鐘205公里（130英里），瞬間最大陣風為每十分鐘285公里（180英里），是2009年除了颱風彩雲生成以來第二個五級超級颱風。

## 影響

### 關島
米勒颱風（Melor）目前中心位置在美國屬地關島東方490公里處，持續朝西北馬里亞納群島的方向前進，預計週末就會直撲該群島，威力也將增強至接近最大。美國海軍聯合颱風警報中心（JTWC）在簡報中指出，米勒「預計以近乎超級颱風的強度通過該群島」，並且掀起高過8公尺的巨浪。米勒颱風今天每小時風速達到225公里，預料接下來24小時之內會逐漸增強，4日前可能達到每小時258公里。塞班島（Saipan）與蒂尼安島（Tinian）都已發布颱風警報，關島則已發布熱帶風暴警報。美國聯邦緊急災難處理署（Federal EmergencyManagement Agency）署長傅格特（Craig Fugate）在華盛頓告訴記者：「根據預測，米勒將增強為超級颱風。如果颱風侵襲北馬里亞納與關島，我們隨時準備支援。」

### 日本
被升格為超強颱風的米勒，10月3日在日本以南約2,000公里，以每小時15公里的速度往西移動。日本放送協會氣象主播：「平成21年（2009年）第18號颱風（米勒），在關東東南方海域，目前最大風速為50公尺，是威力很大的強颱，這個颱風目前一邊往西移動，然後北上，會從10月7日開始到10月8日，可能接近本州附近。」日本氣象廳指出未來一週，強颱米勒將對南部的琉球等地造成影響，要民眾做好防颱準備。
減弱為強颱風的茉莉於10月8日5時登陸本州中部的愛知縣，由於茉莉登陸後將橫過整個本州，氣象廳呼籲全國提高警戒，防範大雨、漲潮和巨浪可能造成的災害。日本西部和東部，會有每小時高達70毫米的大雨。首相鳩山由紀夫領導的民主黨新政府嚴陣以待，在首相官邸的危機管理中心成立信息聯絡室應對強颱來襲。
總務省消防廳公佈有5名男子因風暴喪生，包括和歌山縣一名54歲、埼玉縣三名40／61／69歲及宮城縣一名63歲男性。愛知縣一條橋被洪水沖毀，多處地方水浸，居民形容房屋左右搖晃，好像地震一樣。全日本過萬戶停電，2,000人疏散，大批人到庇護中心暫住。日本陸空交通受阻，高速公路封閉，鐵路停駛，東京山手線全線停駛3小時，地鐵亦減少班次；400多班航班取消，主要是內陸機。

### 加利福尼亚

温带气旋吸收米勒的残留云系后直接影响了加利福尼亚。

2009年10月14日，吸收了米勒残余的温带气旋影响了加利福尼亚，并打破了数项降雨记录。加州当地媒体报道，台风米勒的残余将风速提高到70英里/小时（110公里/小时）。由于这场风暴，一些树木和电线被倒塌。梅洛的残余在加利福尼亚的圣克鲁斯山脉产生了高达10英寸（250毫米）的降雨。

## 外部連結
- （英文）https://web.archive.org/web/20090826230250/http://metocph.nmci.navy.mil/jtwc.php 聯合颱風警報中心
- （英文）http://www.jma.go.jp/jma/indexe.html （页面存档备份，存于） 日本氣象廳
- （繁體中文）http://www.cwb.gov.tw （页面存档备份，存于） 中華民國交通部中央氣象局
- （中文）http://www.hko.gov.hk （页面存档备份，存于） 香港天文台
- （繁體中文）http://www.smg.gov.mo （页面存档备份，存于） 澳門地球物理暨氣象局
- （英文）http://www.pagasa.dost.gov.ph/ （页面存档备份，存于） 菲律賓大氣地球物理和天文管理局